# Elaeocarpus angustifolius
Elaeocarpus angustifolius es una especie de planta con flor en la familia Elaeocarpaceae, que da un fruto amargo comestible. Es comúnmente conocido como  Quandong Azul, Árbol mármol azul (Blue Marble Tree), y también como "Higo" azul o "Cerezo" azul, sin embargo no está estrechamente relacionado con los higos  y cerezos; y aparte de ser Eudicotiledóneas apenas se relaciona con todos los verdaderos quandongs. 
El nombre sinónimo Elaeocarpus grandis, de la posterior descripción de la especie por Ferdinand von Mueller, se encuentra también frecuentemente.

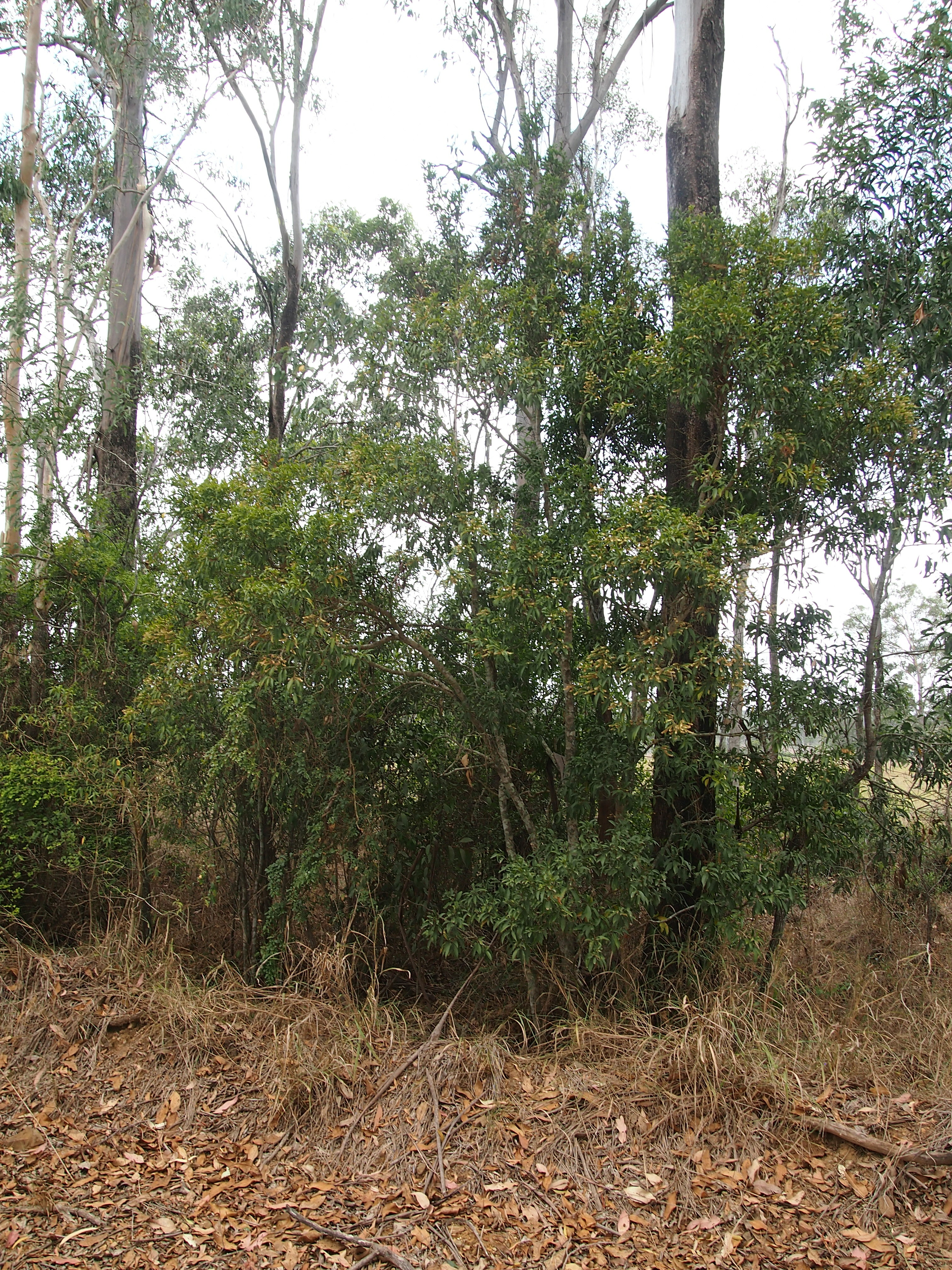
Vista del árbol

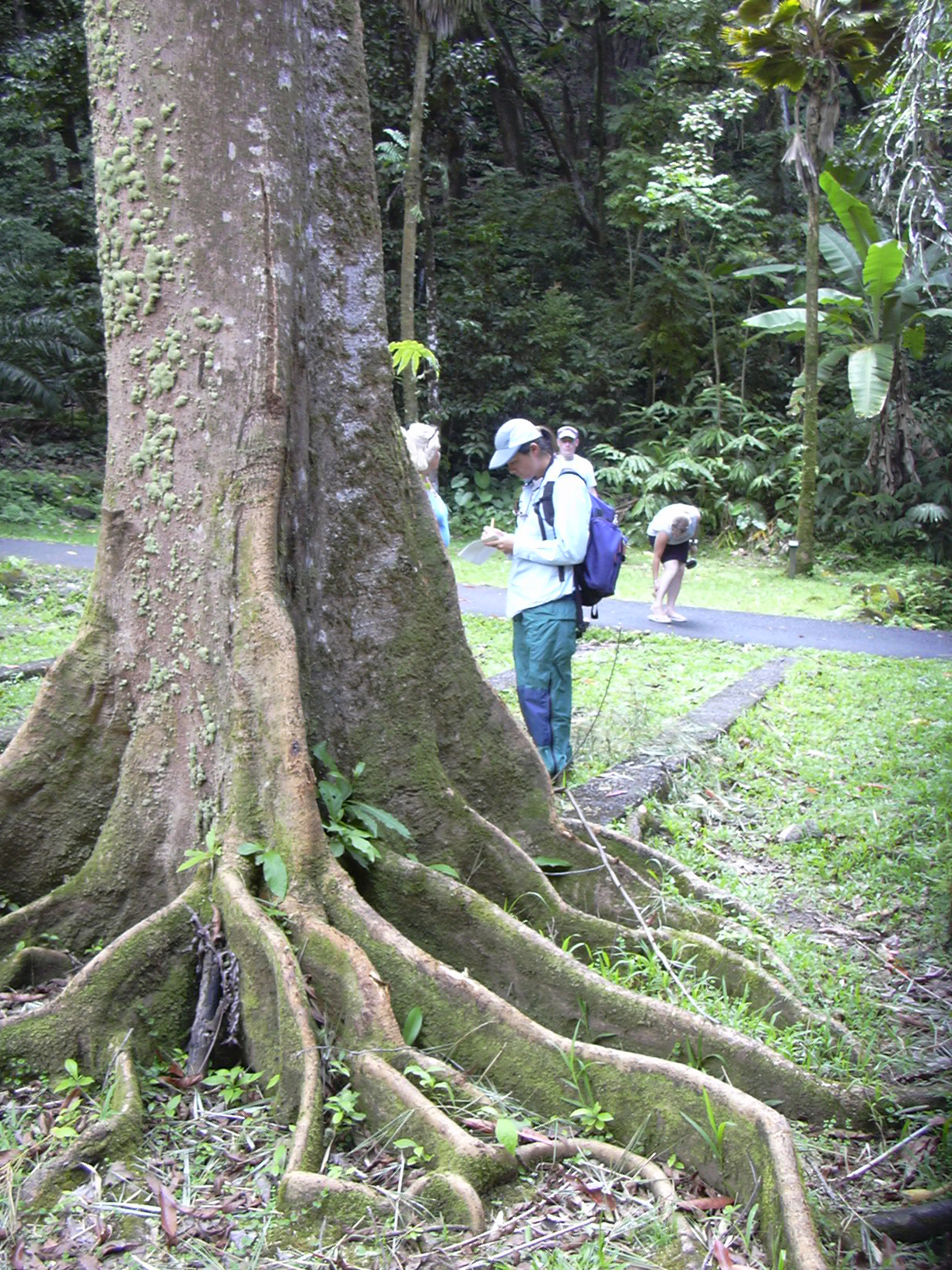
Detalle del tronco

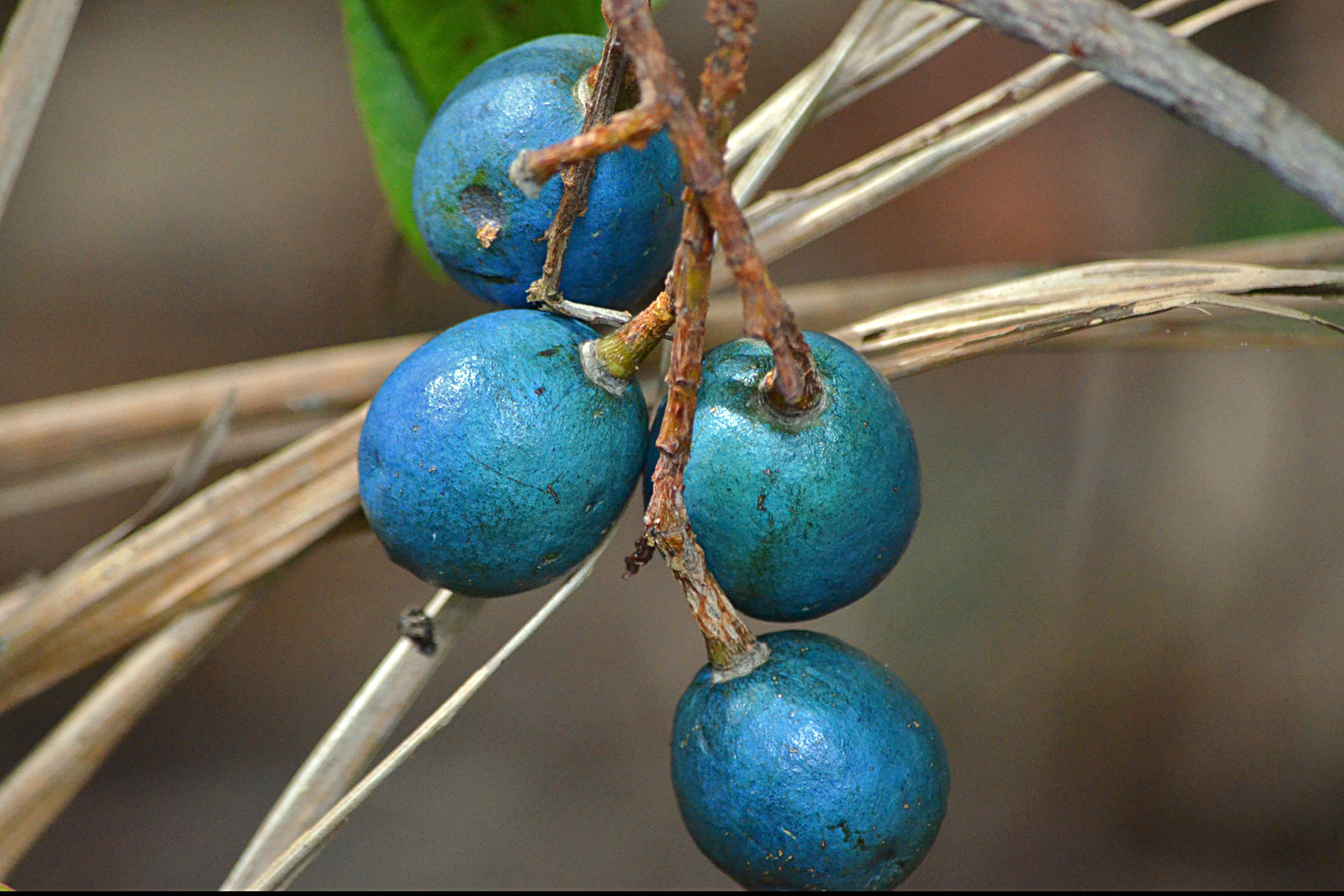
Fruto

## Distribución
Se le encuentra en Queensland, y Nueva Gales del Sur en Australia.

## Descripción
Es un árbol grande que puede crecer hasta 50 metros de altura, generalmente con un elaborado tronco y raíces reforzados.
Tiende a producir pequeñas flores en forma de campana de color blanco verdoso, las cuales están compuestas por cinco pétalos con flecos plumosos y parecen caer. Los árboles generalmente maduran (es decir, comienzan a florecer y dar frutos) en su séptimo año.
Destaca el fruto de esta especie, el cual es redondo y azul, entre 20 y 30 mm de ancho.La pulpa es delgada y de color verde pálido, rodeando un endocarpio leñoso áspero y duro de textura irregular que tiene profundas convoluciones en su superficie y contiene hasta cinco semillas.

## Usos
La pulpa delgada que presenta la fruta es comestible cuando está madura, aunque es ácida y ligeramente amarga; sin embargo puede convertir en una pasta más comestible aplastándola en un recipiente lleno de agua. Al igual que con el fruto de la especie Elaeocarpus reticulatus, sus frutos son un ingrediente popular en la cocina aborigen en Australia, y actualmente se usan para preparar mermeladas y pasteles. Se dice que la fruta tiene un contenido de vitamina C superior al de las naranjas.
Las semillas duras se llaman Rudraksha en India y Nepal y se utilizan en el hinduismo como cuentas de oración yse utilizan entre los hindúes para la realización de mālā, objetos sagrados similares a los rosarios. Igualmente se utiliza en joyería o en creación de botones. 
La especie es bien considerada por su madera.
Debido a sus raíces y por el tamaño de los contrafuertes de amplio rango que presenta, hacen que el árbol no sea adecuado para huertos familiares suburbanos o para plantar cerca de desagües; siendo más adecuado para bloques de superficie más grandes y parques.

## Taxonomía
Elaeocarpus angustifolius fue descrita por Carl Ludwig Blume  y publicado en Bijdragen tot de flora van Nederlandsch Indië 120. 1825.
Sinonimia
- Ayparia crenata Raf.
- Elaeocarpus baclayanensis Elmer
- Elaeocarpus crenatus (Raf.) Merr.
- Elaeocarpus cyanocarpus Maingay ex Mast.
- Elaeocarpus dolichopetalus Merr.
- Elaeocarpus drymophilus Domin
- Elaeocarpus fauroensis Hemsl.
- Elaeocarpus grandis F.Muell.
- Elaeocarpus hebridarum Knuth
- Elaeocarpus maior (Hochr.) Knuth
- Elaeocarpus muellerianus Schltr.
- Elaeocarpus novoguineensis Warb.
- Elaeocarpus parkinsonii Warb.
- Elaeocarpus persicifolius Brongn. & Gris
- Elaeocarpus polyschistus Schltr.
- Elaeocarpus ramiflorus Merr.
- Elaeocarpus subglobosus Merr.
- Elaeocarpus wenzelii Merr.[2]